# 華焯
華焯（?—?），江西省撫州府崇仁縣人，清朝政治人物、進士出身。
光緒二十四年（1898年），参加光緒戊戌科殿試，登進士二甲29名。同年五月，改翰林院庶吉士。